# William Warham
William Warham (nasceu em 1450, Hampshire - 22 de agosto de 1532, Hackington), foi um Arcebispo da Cantuária desde 1503 até sua morte, o último dos arcebispos pré-Reforma. Foi lorde Chanceler da Inglaterra e diplomata nos reinados de Henrique VII e Henrique VIII.

## Biografia
Filho de Robert Warham, foi educado no Winchester College e no New College, Oxford, alcançando o doutorado em direito civil em 1486. William tornou-se advogado no Tribunal de Arches, diretor da Escola de Direito Civil em Oxford e Mestre dos Rolos em 1494. Ele também manteve os benefícios de Barley e Cottenham e foi nomeado Precentor de Wells e Arquidiácono de Huntingdon. Henrique VII o considerou um diplomata útil e inteligente. O rei também o designou como tutor de seu filho, o jovem Henrique. Foi ordenado padre em 1493.
Em 1496, ele conduziu as negociações para o casamento do Príncipe Arthur com Catarina de Aragão e foi empregado desde o início de sua carreira em muitas missões diplomáticas, que o levaram a Flandres, França, Escócia e talvez Roma. Foi para a Escócia com Richard Fox, então bispo de Durham, em 1497; e ele foi parcialmente responsável por vários tratados comerciais e outros com Maximiliano I, Sacro Imperador Romano, que também era Conde de Flandres e Duque Regente da Borgonha em nome de seu filho Filipe IV da Borgonha.
Foi nomeado bispo de Londres em 20 de outubro de 1501, pelo Papa Alexandre VI,  e recebeu a consagração episcopal em 25 de setembro de 1502, em Fulham, por Richard Fox, Bispo de Winchester, assistido por John Arundel, Bispo de Exeter, e Richard FitzJames, Bispo de Rochester. No mesmo ano também foi nomeado guardião do grande selo. Em 29 de novembro de 1503, no pontificado de Papa Júlio II, foi promovido para a sé de Cantuária. Em janeiro de 1504 assumiu a posição de Lord Chancellor. De 1506 até sua morte, foi Chanceler da Universidade de Oxford.
Oficiou a coroação de Henrique VIII, bem como o casamento do rei com Catarina de Aragão. Em 1514, começou a construir seu grande palácio em Otford, Kent. No entanto, ele provou ser bastante incolor nesta posição eminente e foi facilmente eclipsado, no reinado de Henrique VIII, por Thomas Wolsey, a quem teve que entregar a chancelaria em 1515. Como cardeal e legado papal, Wolsey interferiu agressivamente na administração eclesiástica do arcebispado de Warham. Embora ele tenha renunciado ao Grande Selo, continuou a ter um papel de liderança nos assuntos de Estado.
Warham estava presente no Campo do Pano de Ouro em 1520, e auxiliou Wolsey como assessor durante o inquérito secreto sobre a validade do casamento de Henrique com a Rainha Caralina em 1527. Ele foi nomeado como um dos conselheiros para auxiliar a Rainha, mas temendo incorrer no desagrado do Rei e usando sua frase favorita ira principis mors est, ele lhe deu muito pouca ajuda; assinou a carta a Clemente VII que instava o papa a concordar com o desejo de Henrique. Depois, foi proposto que o próprio arcebispo julgasse o caso, mas essa sugestão não deu em nada.
Também não foi capaz de oferecer qualquer resistência efetiva quando o rei, tendo obrigado o clero a reconhecer a Supremacia Real, exigiu a rendição adicional de sua independência, conhecida como a "Submissão do Clero". O arcebispo presidiu a Convocação de 1531, quando o clero da província de Canterbury votou £ 100.000 para o Rei a fim de evitar as penalidades de praemunire, e aceitou Henrique como chefe supremo da igreja com a cláusula de salvaguarda "até onde a lei de Cristo permitir".
A queda de Wolsey em 1529 veio tarde demais para reavivar a sorte de Warham, porque o arcebispo, embora treinado como advogado para servir a coroa sem questionamentos, não conseguiu seguir Henrique VIII nos primeiros estágios da Reforma. Em fevereiro de 1532, ele protestou contra todos os atos relativos à Igreja aprovados pelo Parlamento que se reuniu em 1529, mas isso não impediu os importantes procedimentos que garantiram a submissão completa da igreja ao Estado mais tarde no mesmo ano. Contra essa maior conformidade com os desejos de Henrique, Warham elaborou um protesto; ele comparou a ação de Henrique VIII à de Henrique II e instou a Magna Carta em defesa das liberdades da igreja.
Warham morreu logo depois, em 22 de agosto de 1532. Sua morte natural talvez tenha impedido um martírio semelhante ao do arcebispo anterior que ele reverenciava, São Tomás Becket. Foi enterrado na Catedral de Canterbury.
Erasmo de Roterdão foi seu amigo próximo e confidente, bem como Thomas More.